# Mahmud I.
Mahmud I. (2. kolovoza 1696. – 13. prosinca 1754.), turski sultan
Mahmud I., sin Mustafe II., postaje sultan u rujnu 1730. u svojoj 34. godini nakon svrgavanja svog strica Ahmeda III. u pobuni janjičara Patrona Halila, koji ga je uz reakcionarnu ulemu i doveo na vlast, na kojoj ostaje do smrti. Kraj "ere tulipana" na zahtjev pobunjenika Mahmud I. označava rušenjem 120 dvoraca koji su u desetak godina prije toga po francuskom uzoru bili izgrađeni u doba Ahmeda III.
Iduće 1731. krvavo savladava janjičare, te Perziju, protiv koje ima uspjeha i 1732. ali rat s promjenjivim uspjehom traje do 1736. kada s Perzijom sklapa mir. Iste godine Rusi osvajaju i razaraju Krim, a sljedeće 1737., iako nespremna za rat Austrija napada u tri pravca, na Srbiju, Bosnu i Vlašku, ali doživljava poraz u Bosni kod Banje Luke. Napori Mahmuda I. da modernizira vojsku, iako ograničeni, donijeli su plod i sljedeće 1738. i 1739. u velikim pobjedama Mahmud vraća Krim i zatim ključnom pobjedom u bitci kod Grocke, te potom kratkom opsadom Beograda veliki vezir Ivaz Mehmed paša osvaja Beograd i time potpuno poništava uspjehe Austrije iz vremena princa Eugena Savojskog.  
1739. Mahmud I. sklapa Beogradski mir, jedan od najpovoljnije sklopljenih mirovnih ugovora u povijesti Osmanskog Carstva. Srbija je ponovo u osmanskim rukama, u Bosni je granica pomaknuta na rijeku Savu, a odredbama ugovora srušene su sve novoizgrađene goleme nove fortifikacije Beograda, te tvrđave Pančevo i Rača. 
Nakon Beogradskog mira ovaj sultan koji je bio prije pjesnik nego političar do smrti 1754. svoju sretnu vladavinu nastavlja građenjem biblioteka, napretkom obrazovanja, širenjem utjecaja diplomacije i razmjerno dobrom vladavinom koja mu je donijela nadimak Kambur (Hvaljeni). Naslijedio ga je brat Osman III.
| Prethodnik: | Vladar Osmanskog Carstva (1730. – 1754.) | Nasljednik: |
| Ahmed III.  | Vladar Osmanskog Carstva (1730. – 1754.) | Osman III.  |